# 北海道道1021号恵庭停車場線

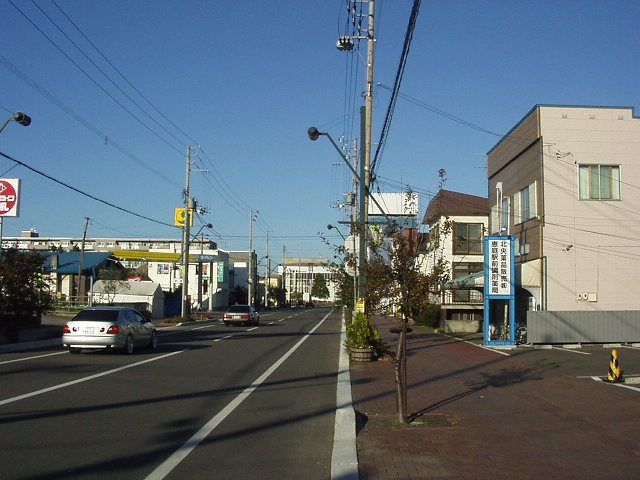
市道交点から恵庭駅方

北海道道1021号恵庭停車場線（ほっかいどうどう1021ごう えにわていしゃじょうせん）は、北海道恵庭市内を結ぶ一般道道（北海道道）である。

## 概要
別名「恵庭駅通」

### 路線データ
- 起点：北海道恵庭市相生町（JR北海道 千歳線 恵庭駅）
- 終点：北海道恵庭市泉町（北海道道46号江別恵庭線交点）
- 路線延長：0.7km

### 歴史
- 1982年（昭和57年）9月30日 路線認定[1]。

## 地理

### 通過する自治体
- 石狩振興局
  - 恵庭市

### 交差する道路
恵庭市
- 北海道道46号江別恵庭線 - 泉町（終点）

### 沿線にある施設など
恵庭市
- JR北海道 千歳線 恵庭駅 - 相生町